# Aeroporto di La Palma
L'aeroporto di La Palma (Aeropuerto de La Palma in spagnolo) è un aeroporto spagnolo situato nel territorio dei comuni di Villa de Mazo e Breña Baja, nell'est dell'isola di La Palma, nell'arcipelago delle Canarie.

## Storia
L'aeroporto fu aperto al traffico il 15 aprile 1970. Nel 2011 è stato inaugurato il nuovo terminal passeggeri.